# Gli anni della Repubblica
Gli anni della Repubblica è un saggio storico di Giorgio Amendola, edito dalla casa editrice Editori Riuniti nella collana "Biblioteca di storia".

## Caratteristiche
Il volume (356 pagine), è una raccolta di saggi incentrati su alcuni essenziali filoni tematici: l'avanzata democratica, la classe operaia nel trentennio, il balzo in avanti del Mezzogiorno, le travagliate vicende dei primi anni della nostra Repubblica.
L'autore ripercorre così gli anni delle grandi lotte popolari del periodo 1948 - 1953, studiando il rapporto tra la trasformazione della società italiana (e della classe operaia) e la crisi degli anni Sessanta.

## Struttura
L'opera è suddivisa in tre parti:
Parte prima: L'avanzata democratica
1. L'avvento della Repubblica
2. La rottura della coalizione tripartita: maggio 1947
3. Il PCI all'opposizione. La lotta contro lo scelbismo
4. La crisi della società italiana e il partito comunista
Parte seconda: La classe operaia nel trentennio
1. La classe operaia nel ventennio repubblicano
2. Le conferenze operaie comuniste
3. La classe operaia nel decennio 1961-1971
Parte terza: Il balzo del Mezzogiorno
1. Il balzo del Mezzogiorno (1943-1953)
2. Togliatti e il Mezzogiorno
Il volume si conclude con un indice dei nomi citati.